# 村田正志
村田 正志（むらた まさし、1904年9月23日 - 2009年6月26日）は、日本の歴史学者。専門は、日本南北朝史。三重県出身。

## 生涯
1904年、父の任地茨城県下妻で生れた。三重県富田中学校（現・三重県立四日市高等学校）で学び、1924年3月に卒業。同年4月、國學院大學予科に入学した。
1929年3月に國學院大學史学科を卒業後、同年4月に東京帝国大学史料編纂所嘱託として入所。史料編纂所では『大日本史料』第6編・第7編の編纂に従事した。1942年に史料編纂官補に昇任。1951年、学位論文『南朝歴代天皇御事蹟の研究』を國學院大學に提出して文学博士の学位を取得。
1930年代に南北両朝の取扱について、史学界内外から圧力が起こり、『大日本史料』第6編29は、1939年以降から1951年まで刊行が中断された。1939年3月、村田は当時の同史料編纂所所長龍粛の求めに応じて「大日本史料第六編編纂体裁改変に関する私見」を提出し、史実に基づいて両朝を併立させて取扱うことが具申された。第6編刊行の一時中断は村田の意見を尊重した結果であった。第6編の出版再開後も第六編室長としてその完成に向けて尽力した。
戦後
1954年の制度改正によって東京大学助教授となった。1965年3月に東京大学を定年により退官。1966年4月からは国士舘大学文学部教授として教鞭を執った。国士舘大学定年退職後も1982年4月から1986年3月まで同大学客員教授であった。その間、1946年から1986年まで國學院大學文学部史学科兼任講師として古文書学を講じ、1955年から1966年まで東京薬科大学兼任講師を勤めた。その他にも、文化財専門調査会古文書部会長として古文書・古記録の保護に貢献した。2009年、肺炎により逝去、享年104。

## 受賞・栄典
- 勲三等瑞宝章を受章。

## 研究内容・業績
専門は日本中世史で、南北朝史。その著作は、『村田正志著作集』(全7巻)にまとめられている。
特に『南北朝史論』(1949年)において知られ、実証史学の方法論に基づいて旧来の説を正し、あるいは補強した労作で、村田を南北朝史研究の第一人者へ押し上げた代表作である。東京帝国大学史料編纂所に長く勤務し、史料編纂所の編纂業務および史学界の活動については、自ら「国史学界の今昔 南北朝時代史の研究と懐旧談」上・下（吉川弘文館『日本歴史』1996年1月号 No.536　p13-29、同1996年2月号 No.537　p18-40）で詳しく述べている。
- 南北朝正閏論

## 家族・親族
- 弟：村田正言は同じく日本史学者。1943年11月、常徳(現中国湖南省)で戦死。

## 著作
著書
- 『南北朝史論』中央公論社 1949年
  - 増補版 1971年
  - 再版 1979年
- 『南北朝論 史実と思想』至文堂・日本歴史新書 1959年
  - 増補版 1966年
- 『南北朝と室町』(日本歴史全集 8) 講談社 1969年

- 『村田正志著作集』 全7巻 思文閣出版 1983-86年

1. 増補 南北朝史論
2. 南北朝史論 続
3. 続々南北朝史論
4. 証註椿葉記
5. 国史学論説
6. 古文書研究
7. 風塵録[5]

編著
- 『紙本墨書秋上家文書目録』（島根県教育委員会、1972年）
- 『五条家文書』（続群書類従完成会、1975年）
- 『古文書鑑 様式と筆蹟』（続群書類従完成会、1983年）
- 『出雲国造家文書』（清文堂出版、1993年）
- 『和訳花園天皇宸記』1-3（続群書類従完成会、1998年-2003年）